# Henri Horment
Henri Jacques Jean Horment (né le 3 mars 1883 à Féas, mort le 6 juillet 1924 à La Roche-sur-Yon) est un cavalier français de saut d'obstacles.

## Carrière
Henri Horment vient d'une famille d'éleveurs de chevaux arabes.
Il commence à participer à des compétitions de cross-country en 1907,.
D'un autre côté, il fait une carrière militaire : il entre au lycée militaire de Saint-Cyr en 1904 puis est élève de l'école de cavalerie de Saumur pendant l'année scolaire 1913-1914. Au début de la Première Guerre mondiale, il est grièvement blessé à Nomény, en Lorraine, le 12 août 1914. À son rétablissement, à sa demande, il intègre l'aviation et obtient le brevet de pilote le 29 avril 1915 et prend le commandement de l'escadrille 62 le 11 août. Le 24 août 1916, lors d'un vol, il est à nouveau blessé gravement par deux balles au cou et à la poitrine. Il prend part ensuite aux batailles de la Somme, de l'Aisne et de la Flandre puis de Verdun. Après la fin de la guerre, il reste dans l'armée jusqu'en 1921.
Il reprend la compétition sportive. Il participe d'abord à l'épreuve de saut d’obstacles aux Jeux olympiques de 1920 à Anvers : il est 14e de l'épreuve individuelle et 4e de l'épreuve par équipe en compagnie d'Auguste de Laissardière, Théophile Carbon et Pierre Lemoyne. Il revient au cross-country en 1922. Alors qu'il voulait participer aux prochains Jeux Olympiques, il meurt lors d'une chute dans une épreuve de cross-country à la Roche-sur-Yon, écrasé par sa jument.